# Unternberg
Unternberg is een gemeente in de Oostenrijkse deelstaat Salzburger Land, en maakt deel uit van het district Tamsweg.
Unternberg telt 994 inwoners.
Göriach ·
Lessach ·
Mariapfarr ·
Mauterndorf ·
Muhr ·
Ramingstein ·
St. Andrä ·
St. Margarethen ·
St. Michael ·
Tamsweg ·
Thomatal ·
Tweng ·
Unternberg ·
Weißpriach ·
Zederhaus
- Gemeinsame Normdatei: 4212421-9
- Virtual International Authority File: 247248178